# Lojze Spacal
Lojze Spacal (italijansko Luigi Spacal), slovenski zamejski slikar in grafik, * 15. junij 1907, Trst, † 6. maj 2000, Trst.
Spacal se je rodil v Trstu, leta 1907. Leta 1934 se je izšolal na umetniškem liceju v Benetkah in iz Rima prejel dovoljenje za poučevanje. Šolanje je nadaljeval leta 1936 na umetniškem inštitutu za dekorativno umetnost v Monzi. 
Leta 1974 je prejel Prešernovo nagrado za grafični in slikarski opus, posthumno pa še Jakopičevo nagrado.
Njegovi potomci so leta 2001 za podaritev njegove zapuščine Moderni galeriji v Ljubljani prejeli valvasorjevo častno priznanje.